# Idriz Seferi
Idriz Seferi (în turcă İdris Sefer; 14 martie 1847 – 25 martie 1927) a fost un naționalist și luptător de partizani albanez. Membru al organizațiilor naționaliste Liga de la Prizren și Liga de la Peja, el a fost mâna dreaptă a lui Isa Boletini, cu care a organizat Rebeliunea din 1910 împotriva Imperiului Otoman în vilayetul Kosovo. După înăbușirea revoltei, Seferi a continuat lupta, organizând Revolta antiotomană din 1912. În Primul Război Balcanic, Boletini și Seferi au luptat împotriva Serbiei, cu care fuseseră aliați în cursul revoltelor din 1910 și 1912, și a continuat să atace posturile de frontieră sârbe în perioada ulterioară de ocupație și în fază de început a Primului Război Mondial (1913-1915). În cea de-a doua fază a războiului (1916-1918), el a condus trupele albaneze împotriva armatei bulgare.

## Viața

### Primii ani
Idriz Seferi s-a născut în satul Sefer din partea de nord a munților Skopska Crna Gora (în actualul Preševo, sudul Serbiei), care făceau parte în acea vreme din vilayetul otoman Kosovo. El s-a alăturat mișcării naționale albaneze de la o vârstă fragedă, fiind membru al Ligii de la Prizren (est. 1878) și al Ligii de la Peja (est. 1899).
Idriz este menționat ca fiind unul dintre membrii Ligii Albaneze care au săvârșit atrocități împotriva populației creștine în kaza Kičevo. El este descris ca "devastând timp de mai mulți ani districtul Doupnitza", iar pe 10 iulie 1878 el și oamenii lui au atacat Dobri Dol și le-au răpit pe cele mai frumoase fete din sat. În urma protestelor guvernul otoman l-a arestat, dar, totuși, atunci când ambasadorul englez a cerut explicații cu privire la purtarea lui Idriz, guvernul a trimis jandarmeria pentru a-i convinge pe părinții victimelor să retragă declarațiile date de fiicele lor.

### Pregătirea revoltei
Înaintea declanșării revoltelor albaneze din Imperiul Otoman, Seferi a vrut să stabilească relații cu guvernul sârb; acest lucru a fost realizat, de asemenea, de conducătorii albanezi din Gjakova, Peja și Muntenegru. În 1909 guvernul sârb i-a ajutat pe rebelii albanezi cu bani și arme.

### Revolta din 1910
La începutul lui aprilie 1910, douăsprezece triburi albaneze din vilayetul Kosovo conduse de Isa Boletini și Idriz Seferi s-au ridicat împotriva otomanilor. 5.000 de rebeli conduși de Seferi au tăiat calea ferată Priștina-Uskub la Kaçanik, reușind să reziste forțelor otomane în cheile din pasul Kaçanik. Oamenii lui Seferi au oprit un tren care transporta soldați și provizii către Priștina, confiscând bunurile și dezarmându-i pe soldați. Boletini  a condus, în același timp, 2.000 de rebeli la Ferizovik și Prizren. Seferi a ocupat trecătoarea mai mult de două săptămâni și a produs pierderi grele armatei turce, în ciuda faptului că nu avea artilerie. Rebelii au fost alungați doar după o luptă disperată ce a durat treisprezece ore, din cauza faptului că au fost depășiți numeric. Revolta a fost înăbușită de 16.000 de militari otomani sub conducerea lui Shefket Turgut Pașa, totuși nu fără dificultate. Sub comanda lui Seferi, circa 2.000 de soldații otomani din jurul orașului Gnjilane au fost uciși. Prin luna august, otomanii au restabilit ordinea, iar guvernul a luat măsuri dure pentru a-și menține suzeranitatea în vilayetul Kosovo: toți bărbații între 15-60 ani au fost înregistrați (recrutați); albanezii au fost dezarmați, iar unii au fost recrutați în armata otomană. Boletini a predat armele după ce el și un ambasador din Vıçıtırın au mers în Kosovo Vali, obținând promisiunea că le vor fi satisfăcute cererile. Idriz Seferi i-a urmat apoi exemplul.

### Revolta din 1912
La 23 aprilie 1912 rebelii lui Hasan Prishtina s-au revoltat în munții din apropiere de Gjakova, iar revolta s-a răspândit apoi în vilayetul Kosovo. În ziua de 20 mai, liderii albanezi Bajram Curri, Isa Boletini, Riza Gjakova, Seferi, Hasan Prishtina, Nexhib Draga și alții au decis realizarea unei insurecții armate generale pe întregul teritoriu al vilayetului Kosovo. Seferi i-a organizat pe rebelii în zona Ferizaj, unde au avut loc lupte sângeroase.
Pe 12 august, aflați în imposibilitatea de a mai aștepta acceptarea de către turci a tuturor solicitărilor Ligii, 30.000 de insurgenți albanezi, aflați sub comanda lui Bajram Curri, Hasan Prishtina, Mehmet Pashë Dërralla, Riza bej Gjakova și Idriz Seferi, s-au unit sub comanda lui Isa Boletini și s-au îndreptat către Üsküb (Skopje), capitala vilayetului Kosovo, unde au intrat fără a întâmpina nici o rezistență și au ocupat orașul. Deoarece revolta națională s-a răspândit pe întreg teritoriul provinciei Kosovo și în mare parte a nordului ei, au fost trimise trupe împotriva rebelilor, care s-a retras în munți, dar au continuat să protesteze împotriva guvernului, iar în întreaga regiune dintre Ipek și Mitrovica au jefuit depozitele militare, au deschis închisorile și au strâns taxe de la locuitori pentru șefii albanezi. Isa Boletini și Idriz Seferi au stabilit relații de prietenie cu Serbia în timpul ultimelor revolte albaneze, deși ei au fost cât pe ce să treacă în tabăra inamică, fără știrea sârbilor.

### Războaiele Balcanice
Cu o zi înainte de începerea celui de-al Doilea Război Balcanic, la prânz, Seferi a atacat cu o trupă de 1.000 de oameni posturile de frontieră sârbe. Erau înarmați cu arme de foc care le fuseseră furnizate de către Serbia, în timpul Revoltei Albaneze din 1909. Albanezii au realizat această acțiune militară după ce au înțeles că regiunile populate cu albanezi ar putea fi împărțite între Serbia și Grecia; folosirea armelor și banilor de proveniență sârbă împotriva sârbilor a înfuriat armata sârbă. Unitățile militare sârbe s-au îndreptat în grabă către frontieră și i-au alungat pe albanezi, apoi luptătorii partizani sârbi (cetnici) au bombardat și distrus postul lor cel mai avansat, după care albanezii s-au retras. În perioada următoare au fost realizate atrocități împotriva populației albaneze, cel mai adesea de cetnici care fuseseră lăsați în urmă de către armata sârbă.
Seferi a continuat lupta pentru eliberarea provinciei Kosovo în anii 1913-1915, după ocupația sârbă, și în 1916-1918 împotriva forțelor bulgare. Idriz Seferi a murit netulburat de nimeni în locuința sa, la 25 martie 1927.

## Moștenire
I s-a acordat post-mortem titlul de Erou al Kosovo de către autoritățile din Republica Kosovo. Există un bust al lui Seferi în Kaçanik.